# هيلين سميث (رسامة)
هيلين سميث (بالفرنسية: Hélène Smith)‏ هي نفسية ورسامة فرنسية، ولدت في 9 ديسمبر 1861 في مارتيني في سويسرا، وتوفيت في 10 يونيو 1929 في جنيف في سويسرا.